# Self Publish, Be Happy
Self Publish, Be Happy (SPBH) — організація, заснована Бруно Сешелом у 2010 році, яка спрямована допомогти фотографам самостійно видати власні книги за допомогою семінарів, обговорень, виставок, живих подій, он/офлайн проектів і публікацій книг. Організація розміщена на Рідлі-роуд у Далстоні в Лондоні, де міститься бібліотека з 2000 подарованих самовиданих книг.
З 2012 року Self Publish, Be Happy також видало книги фотографій як SPBH видання, директором якого був Цешел, а арт директором — Антоніо де Лука. Вони видали книги Broomberg & Chanarin, Крістіни де Міддел, Мераї Робертсон, Лоренцо Віттурі та інших.
SPBH виробляє різні серії публікацій — SPBH Book Club, який продається в рамках щорічної підписки так само успішно, як й окремі екземпляри; SPBH Pamphlets, буклети з фотографією і текстом, зокрема один від Anouk Kruithof; І Self Publish Be Naughty (SPBN), книги інтимних фотографій людей їх романтичних партнерів.
У листопаді 2015 року книга Сешела Self Publish, Be Happy: A DIY Photobook Manual and Manifesto була опублікована компанією Aperture.